# Col de Llauro
Le col de Llauro  (catalan : Coll de Llauró), situé à 380 m d'altitude, est un col de montagne des Pyrénées.

## Toponymie
Le col tient son nom de la commune de Llauro, auquel il mène directement par la route départementale D 615.
Le nom de Llauro trouve probablement son origine dans le nom du possesseur du domaine, Lauritius (nom lui-même issu de Laurus, le laurier), auquel on a adjoint le suffixe -onem, couramment utilisé dans la région pour former des noms de domaines à partir de noms de personnes (tels à Escaro ou Tatzo). Lauritius-onem aurait évolué vers Laurisone puis Laurosone, avec à un moment une chute du s sans doute due à la confusion avec le terme répandu laurosu, désignant un lieu abondant en laurier.  Le passage de Lauro à Llauro, quant à lui se fait après le XIVe siècle suivant les règles habituelles d'évolution de la phonétique du catalan depuis cette époque.

## Géographie
Le col de Llauro est situé sur la commune de Llauro, dans la région naturelle des Aspres, qui constitue le contrefort oriental du massif du Canigou. On y accède plus bas par la route départementale D 615 depuis le sud à Céret dans la vallée du Tech et depuis le nord-est à Llauro, dont la rivière éponyme est un affluent du Réart. On y accède également plus haut depuis l'ouest par la route départementale D13 en venant d'Oms,.

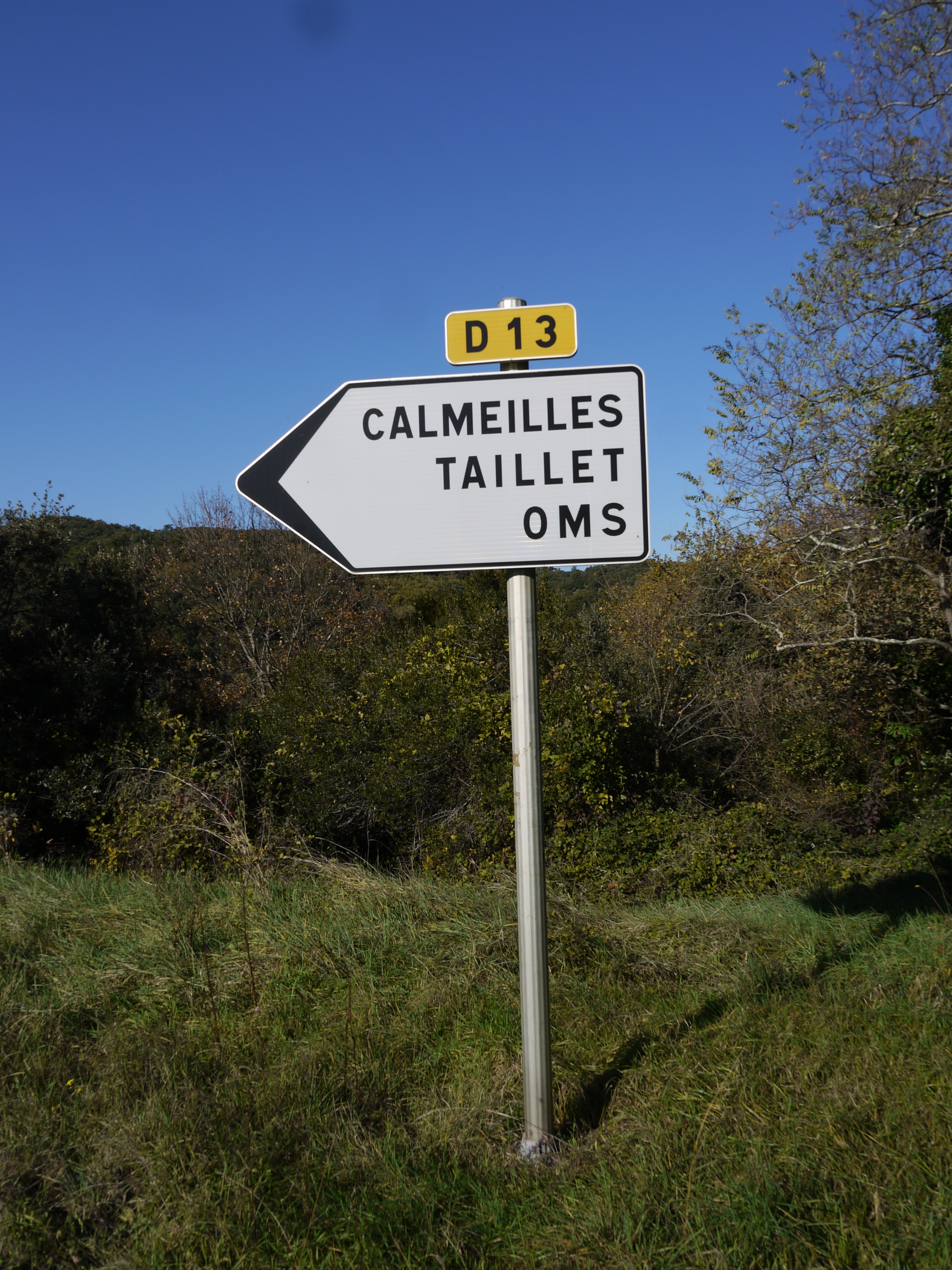
Panneau au col de Llauro indiquant la route D13 en direction d'Oms, Taillet et Calmeilles.
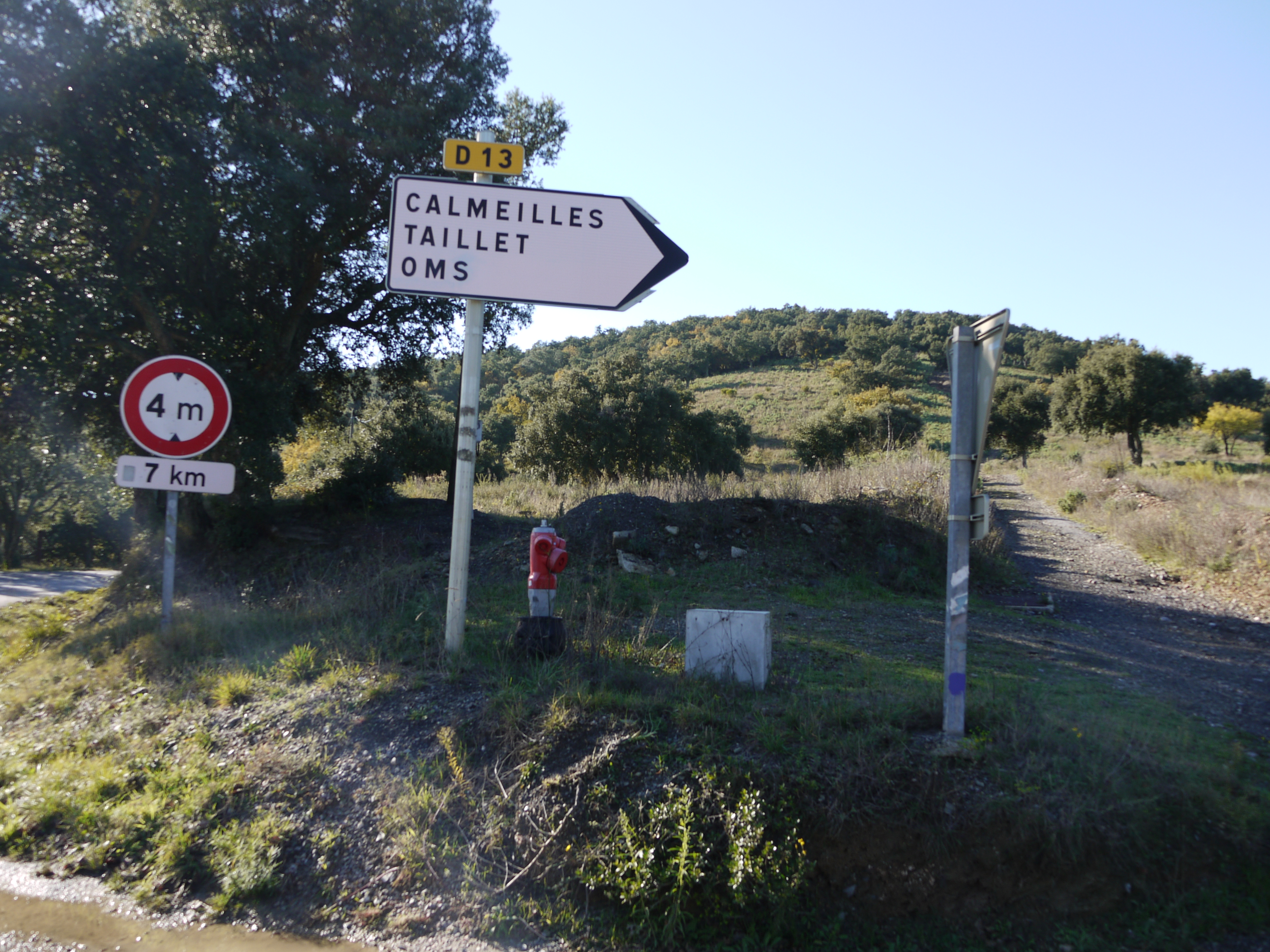
Panneau au col de Llauro indiquant la route D13 en direction d'Oms, Taillet et Calmeilles.
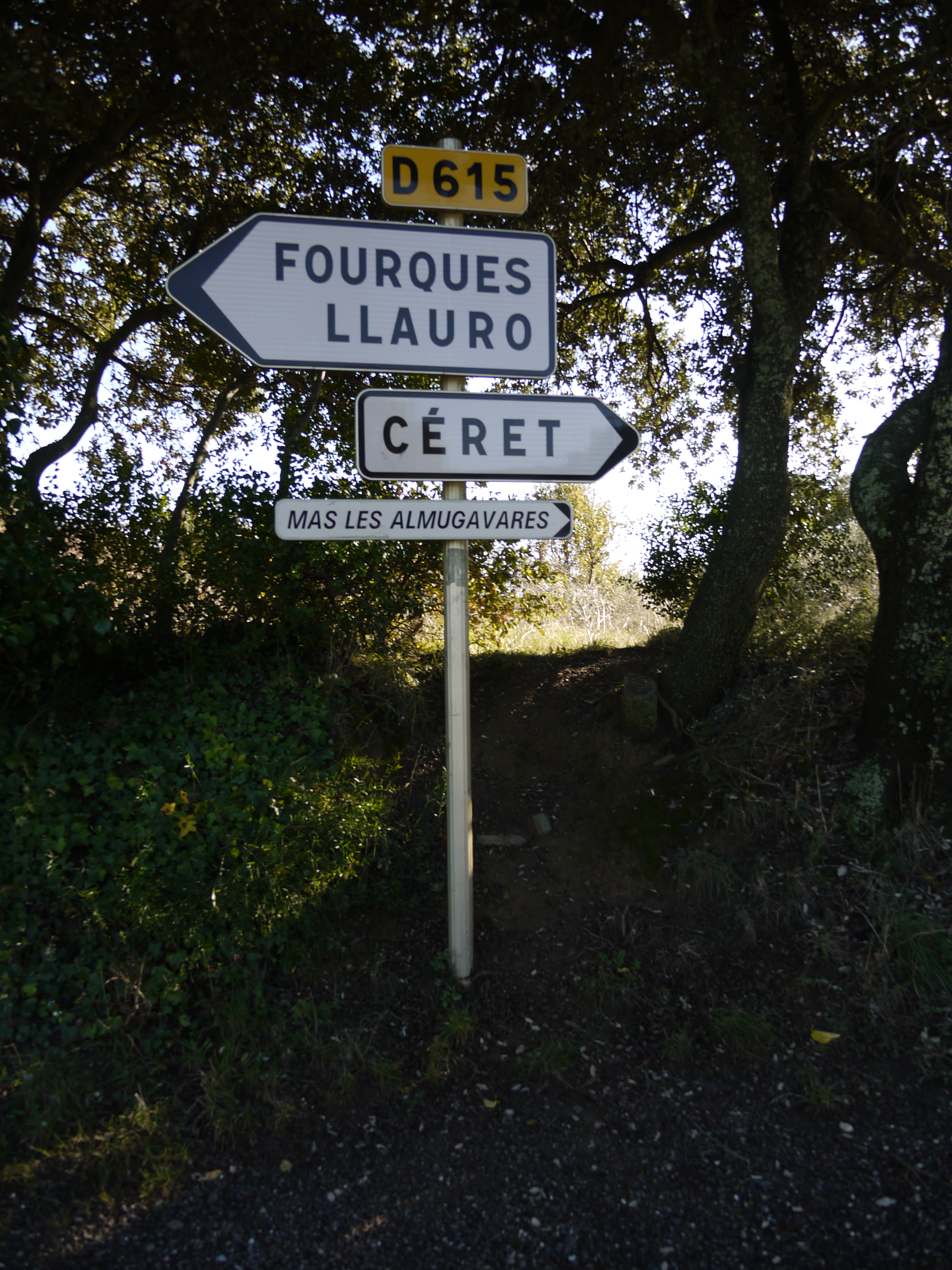
Panneaux au col de Llauro indiquant la route D615 en direction de Fourques et Llauro au nord-est et de Céret et du Mas Les Almugavares au sud-ouest.

## Tour de France
Le col de Llauro est un passage prévu lors de la 15e étape du Tour de France 2021 (Céret-Andorre-la-Vieille) à 6,5 km après le départ de Céret.